# Saccolomataceae
Saccoloma, porodica papratnjča, dio je reda osladolike. Sastoji se od dva roda sa ukupno 21 vrstom
U njega se učestalo uključuju i vrste roda Orthiopteris iz zapadnog Pacifika, tropske Azije i Madagaskara

## Rodovi
1. Saccoloma Kaulf. (12 spp.)
2. Orthiopteris Copel. (9 spp.)

## Vanjske poveznice
|  | Zajednički poslužitelj ima još gradiva o temi Saccolomataceae |
|  | Wikivrste imaju podatke o taksonu Saccolomataceae             |